# Avanscenă

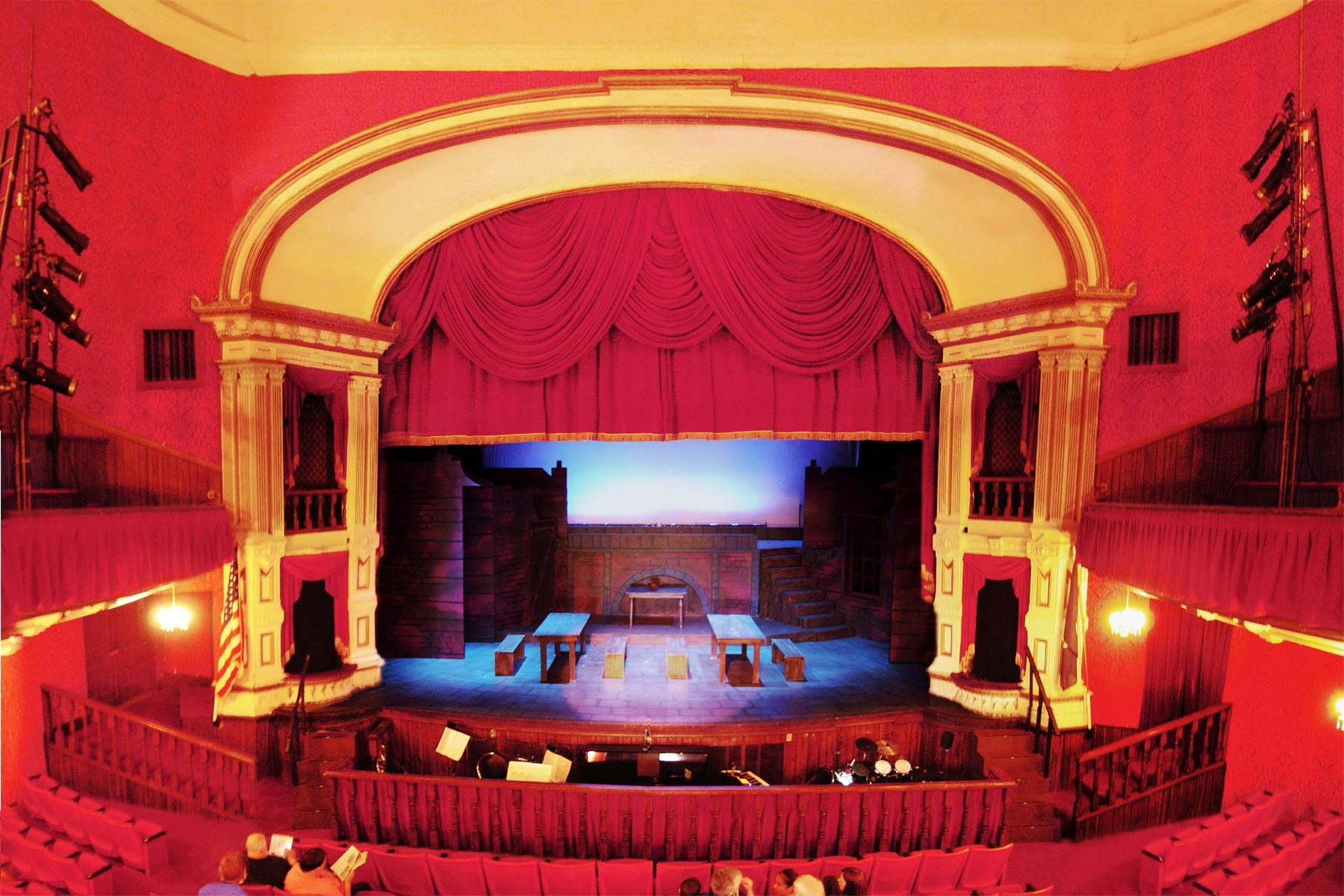
Imagine panoramică a nivelului avanscenei la Opera Tibbits, construită în Michigan în 1882.

Avanscena (din franceză avant-scène) este spațiul scenic al unei săli de spectacol cel mai apropiat de public. Traducerea literală a termenului latin „proscenium” (la fel ca a termenului francez „avant-scène”) este „în fața scenei”.
În teatrele din antichitate, atât grecești, cât și romane, zona sau zidul dintre scenă (unde jucau actorii) și orchestra (spațiul în care se aflau corul, dansatorii și muzicienii) era numită proscenium.

## Termeni înrudiți
O definiție mai simplă, dar folosind termeni teatrali, descrie avanscena ca fiind partea dinaintea scenei, situată între cortină și scaunele spectatorilor. În spatele avanscenei se află în Germania și Austria o cortină mai groasă pentru protecția împotriva incendiilor. Avanscena este flancată de obicei în lateral de lojile rezervate directorului teatrului, care erau folosite mai demult de membrii familiilor regale.
De asemenea, considerând scena ca un spațiu delimitat de trei planuri sau pereți unde se desfășoară spectacolul teatral, zidul imaginar care-i desparte pe actori de public se numește al patrulea perete. Expresia „„spargerea celui de-al patrulea perete” este folosită atunci când actorul se adresează direct publicului, fără a ține cont de distanță, făcând spectacolul mai participativ și mai cald. A fost utilizat pe scară largă în așa-numitul teatru epic al lui Konstantin Stanislavski și Bertolt Brecht și este una dintre principalele schimbări produse în abordarea teatrală în secolul al XX-lea.